# Karl-Fürst-Hütte
Die Karl-Fürst-Hütte ist eine Alpenvereinshütte der Sektion St. Pölten des Österreichischen Alpenvereins im Bundesland Tirol. Die Karl-Fürst-Hütte ist eine Selbstversorgerhütte in 2629 m ü. A. Höhe.

## Lage
Die Karl-Fürst-Hütte liegt unterhalb der Weiten Scharte (2697 m ü. A.) am St. Pöltner Ostweg, etwa in der Mitte der Wegstrecke zwischen der Grünseehütte und dem Alpinzentrum Rudolfshütte.

## Geschichte
Die Karl-Fürst-Hütte wurde 1937 erbaut und im gleichen Jahr am 29. August 1937 eröffnet und seiner Bestimmung übergeben, sie ist eine nicht bewirtschaftete Unterstandshütte. Benannt wurde sie nach dem 1909 geborenen Jungmannschaftsführer und späteren Professor Karl Fürst. Er ist im August 1934 bei einem Raubüberfall in der St. Pöltner Hütte (2481 m ü. A.) zusammen mit dem Hüttenwirt ums Leben gekommen.

## Erreichbarkeit
- Vom Felbertauerntunnel Süd in ca. 5,5 Std.
- Von der Haltestelle Landecktal in ca. 5 Std.[3]

## Nachbarhütten
- Grünseehütte, Selbstversorgerhütte, Granatspitzgruppe 2235 m ü. A.
- Berghotel Rudolfshütte, bewirtschaftete Hütte, Glocknergruppe 2311 m ü. A.
- Matreier Tauernhaus, Private Hütte, Granatspitzgruppe 1512 m ü. A.
- St. Pöltner Hütte, bewirtschaftete Hütte, Venedigergruppe 2481 m ü. A.
- Kalser Tauernhaus, bewirtschaftete Hütte, Glocknergruppe 1755 m ü. A.
- Innergschlöss-Alm, Selbstversorgerhütte, Venedigergruppe 1698 m ü. A.
- Sudetendeutsche Hütte, bewirtschaftete Hütte, Granatspitzgruppe 2650 m ü. A.[4]

## Tourenmöglichkeiten
- Amertaler See, Bergtour, Mittersill – Hollersbach – Stuhlfelden, 6,9 km, 2 Std.
- Stubacher Sonnblick Überschreitung über Karl-Fürst Hütte, Hochtour, Venedigergruppe, 13,3 km, 12 Std.
- Stubacher Sonnblick 3089 m ü. A., Hochtour, Ferienregion Nationalpark Hohe Tauern, 10,4 km, 7 Std.
- Übergang von der Grünseehütte zum Berghotel Rudolfshütte, Bergtour, Glocknergruppe, 11,4 km, 8 Std.[5]

## Skitouren
- Granatscharte, Skitour, Ferienregion Nationalpark Hohe Tauern, 10 km, 4 Std.[6]